# Herpetoreas sieboldii
Espèce
Synonymes
- Amphiesma sieboldii (Günther, 1860)

Statut de conservation UICN

 DD  : Données insuffisantes
Herpetoreas sieboldii est une espèce de serpents de la famille des Natricidae. 

## Répartition
Cette espèce se rencontre :
- au Pakistan ;
- en Inde dans les États d'Uttar Pradesh, du Sikkim et du Penjab ;
- au Népal ;
- en Birmanie ;
- au Bangladesh.

## Étymologie
Cette espèce est nommée en l'honneur de Philipp Franz von Siebold.

## Publication originale
- Günther, 1860 : Contributions to a knowledge of the reptiles of the Himalaya mountains. - I. Descriptions of the new species. II. List of Himalayan reptiles, with remarks on their horizontal distribution. Proceedings of the Zoological Society of London, vol. 1860, p. 148-175 (texte intégral).